# Begraafplaats Buitenveldert

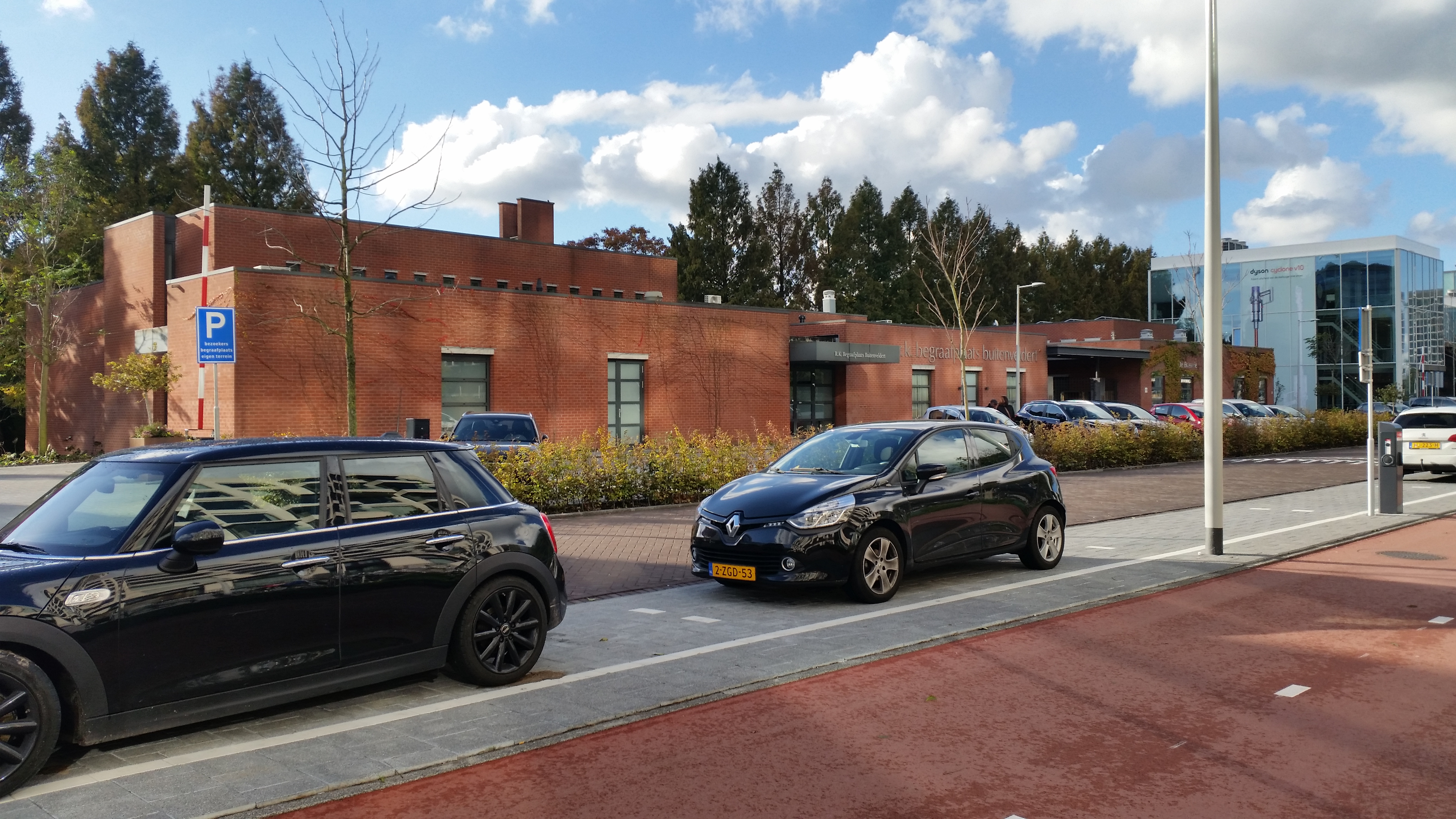
Begraafplaats Buitenveldert ingang (oktober 2018)

De Rooms-Katholieke Begraafplaats Buitenveldert is een begraafplaats in Amsterdam-Zuid en valt sinds 1836 onder de Augustinusparochie Buitenveldert.
De begraafplaats ligt nu tussen de Fred. Roeskestraat en de Ringweg (A10), bij de Amstelveenseweg. Niettegenstaande de naam wordt dit gebied tegenwoordig officieel niet meer tot de wijk Buitenveldert gerekend.

## Historie
Op 14 juni 1836 werd aan de Amstelveenseweg, bij de oude buurtschap Buitenveldert en de latere Zuidelijke Wandelweg, een nieuw kerkgebouw van de Sint-Augustinusparochie te Nieuwer-Amstel met daarachter een kerkhof (begraafplaats) ingewijd.
In 1935 betrok de Augustinusparochie een nieuw kerkgebouw aan de Amstelveenseweg bij de Kalfjeslaan, op de grens met Amstelveen. De begraafplaats bleef op de oude locatie en de oude kerk bleef in gebruik als kerkhof-kapel.
In 1994 kwam er aan de Fred. Roeskestraat nieuwbouw met een kapel in de klassieke basilica-vorm en condoleance-ruimte (aula) en een bedrijfsgebouw. Sindsdien is hier ook de ingang van de begraafplaats.
Het oude kerkgebouw is daarna gesloopt.
Het grafmonument van de familie Wiegman-Dobbelmann (1906) is een rijksmonument.

### Kinderhof
Volgens de traditionele regels van de Rooms-Katholieke Kerk mochten in gewijde aarde, de grond die ritueel tot katholieke begraafplaats was aangewezen, in principe, alleen gedoopte katholieken / christenen worden begraven. Onder meer ongedoopte kinderen en mensen die zelfmoord hadden gepleegd waren hiervan uitgesloten. Daarom hadden katholieke begraafplaatsen zoals deze, vroeger ook ongewijde grond, voor de katholieke kinderen die nog niet gedoopt waren overleden.
In 2003 is daarom voor de niet-gedoopte kinderen die hier - vroeger soms anoniem - op de Kinderhof begraven zijn, een gedenkplaats opgericht met de tekst: noch woord, noch beeld / kan uitdrukken / welk een leegte / dit achterlaat.
Hiervoor werd een kunstwerk Engel met kind (2004) gemaakt door de beeldhouwer Antoinette Otten.

## Graven van bekende overledenen

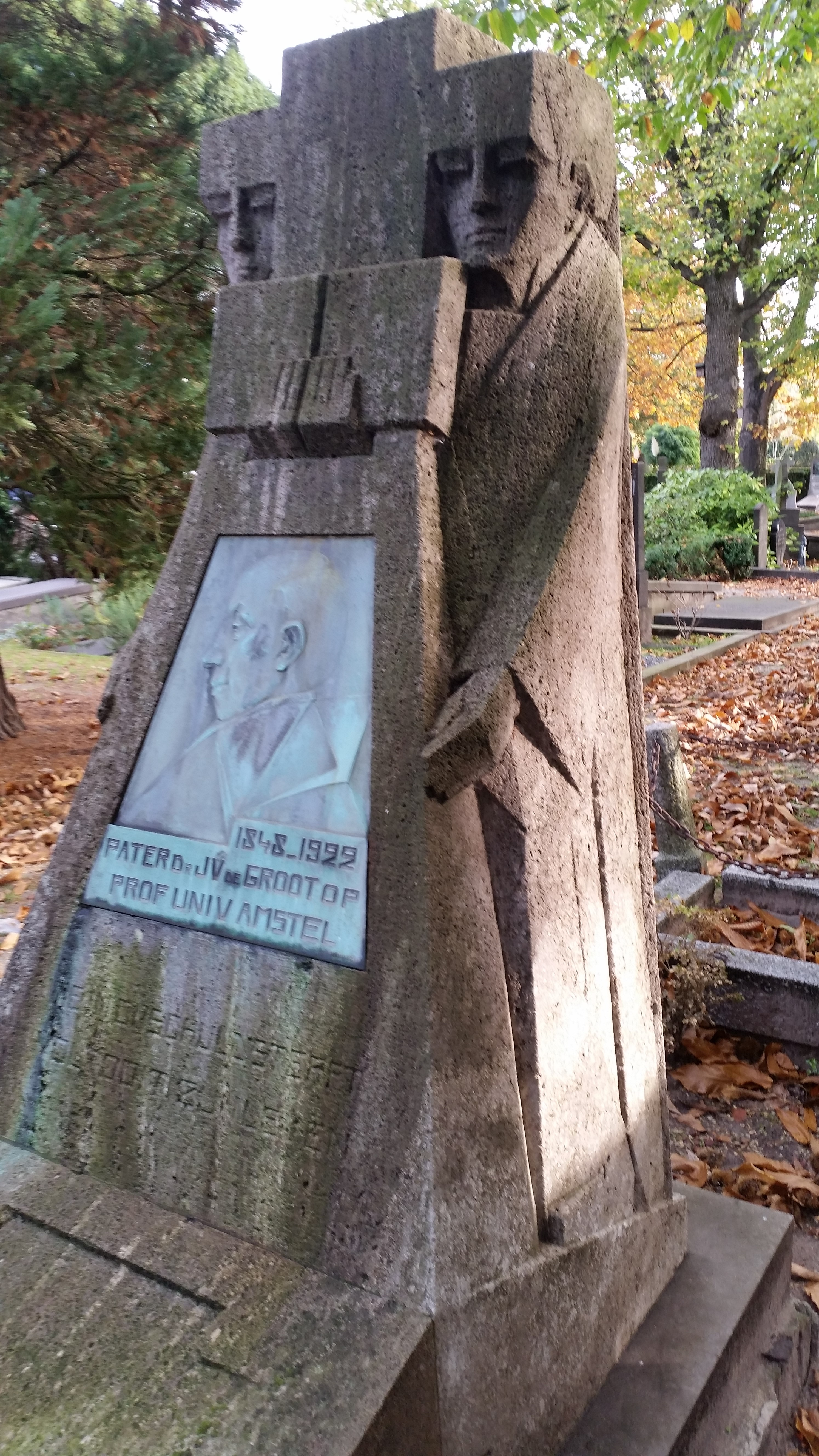
Grafmonument J.V. de Groot (2018)

- J.W.H. Berden (1861-1940), architect;
- Heinrich Campendonk (1889-1957), schilder;
- Alphons Diepenbrock (1862-1921), componist; met dochter Joanna Diepenbrock
- Jan Engelman (1900-1972), dichter;
- J.V. de Groot (1848-1922), theoloog, filosoof;
- Pater Jan van Kilsdonk (1917-2009), studentenpastor;
- Jopie Koopman, (1910-1979), zangeres en actrice;
- Harry Mooten (1928-1996), accordeonist;
- Hendrik Antoon Pothast (1847-1924), kunstschilder;
- Carl Romme (1896-1980), politicus;
- Wim Sonneveld (1917-1974), cabaretier;[5]
- Haye Thomas (1936-1996), journalist;
- Friso Wiegersma (1925-2006), tekstschrijver en kunstschilder.